# Allroy Sez
Allroy Sez è l'album di debutto della band pop punk/melodic hardcore punk ALL, pubblicato nel 1988 dalla Cruz Records.

## Tracce
1. Pretty Little Girl – 1:56
2. Hooidge – 2:16
3. Sex in the Way – 2:19
4. Alfredo's – 3:52
5. Sugar and Spice – 3:13
6. Allthymn – 3:05
7. Just Perfect – 2:58
8. Paper Tiger – 2:36
9. Auto Wreck – 2:27
10. #10 (Wet) – 2:31
11. A Muse – 3:20
12. Don Quixote – 1:42

## Formazione
- Dave Smalley – voce
- Bill Stevenson – batteria
- Karl Alvarez – basso, voce
- Stephen Egerton – chitarra